# St. Lüfthildis (Kesseling-Staffel)

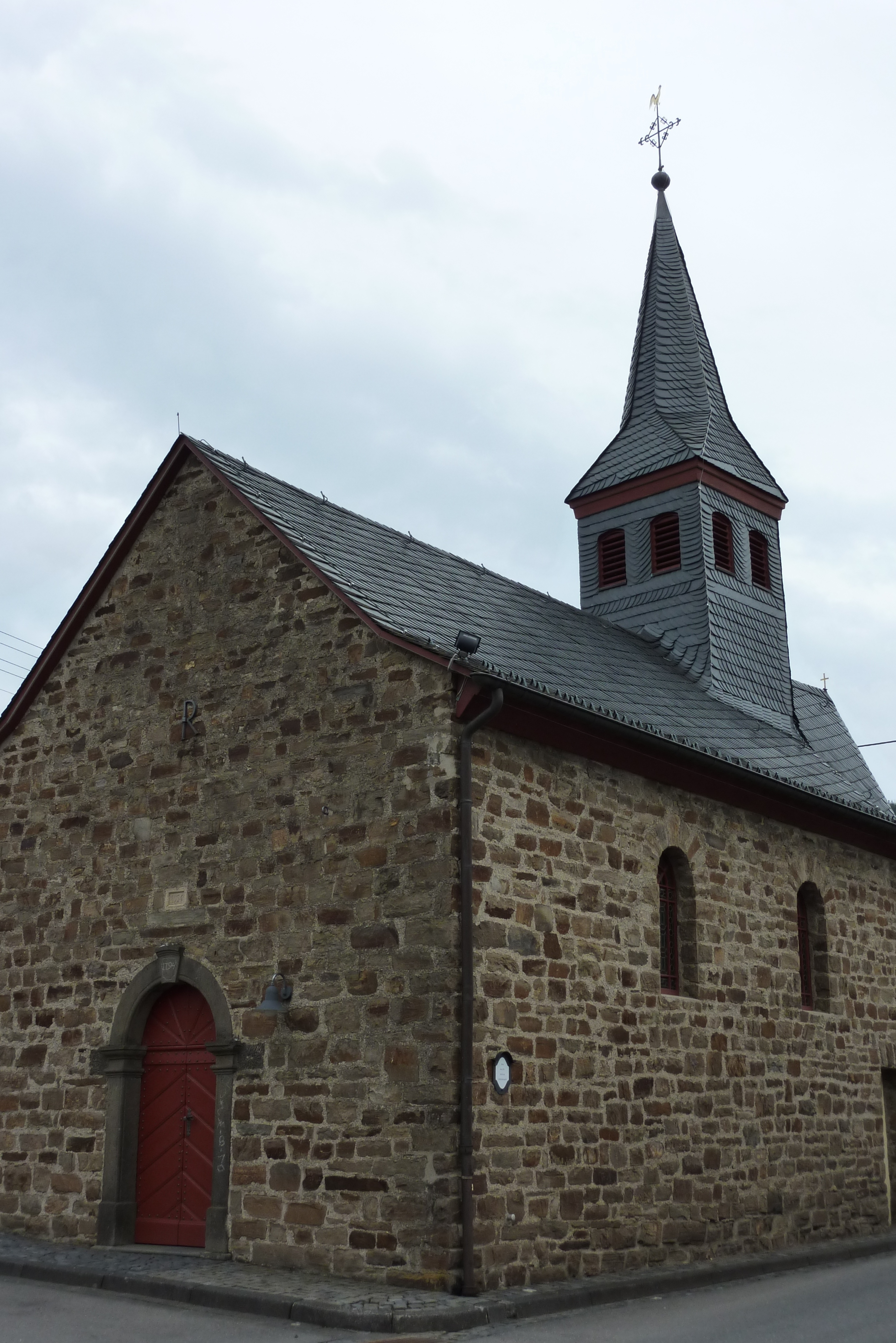
Kapelle St. Lüfthildis in Staffel

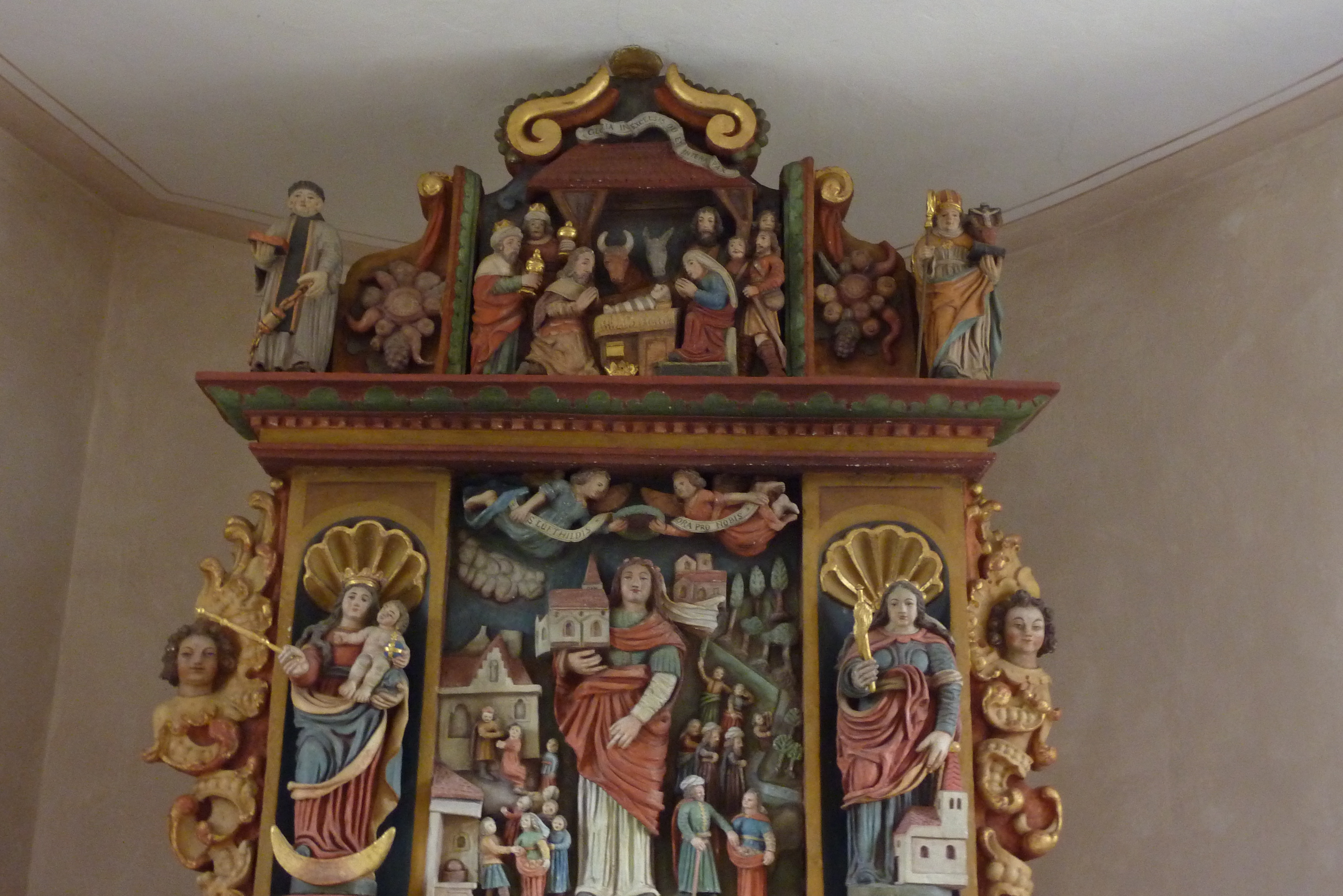
Altaraufsatz der Kapelle

Die katholische Kapelle St. Lüfthildis in Staffel, einem Ortsteil der Ortsgemeinde Kesseling im Landkreis Ahrweiler in Rheinland-Pfalz, wurde 1794 errichtet. Sie befindet sich an der Ortsdurchfahrt Kapellenstraße/Ecke Hauptstraße und ist ein geschütztes Kulturdenkmal.

## Geschichte
Die Kapelle ist ein einschiffiger, unverputzter Bruchsteinbau mit unregelmäßigem, vierseitigen Chorabschluss. Sie ist 14,10 Meter lang und 5,10 Meter breit. Die schmälere Ostseite steht nicht parallel zur Querachse der Kapelle. An den Traufseiten befinden sich je zwei und an der Nord- und Südseite des Chores je eine Fensteröffnung, die mit einfachen Bleiglasfenstern versehen sind.
Die Einfassung des Westportals  aus Basalt mit profilierten Kämpfern ist auf dem Schlussstein mit der Jahreszahl 1794 versehen. Die Fensterlaibungen sind aus Bruchstein und auf dem schiefergedeckten Satteldach befindet sich im Osten des Langhauses ein quadratischer Dachreiter mit je zwei Öffnungen auf allen Seiten. Der Spitzhelm wird von einem Dachknauf mit einer Wetterfahne bekrönt.

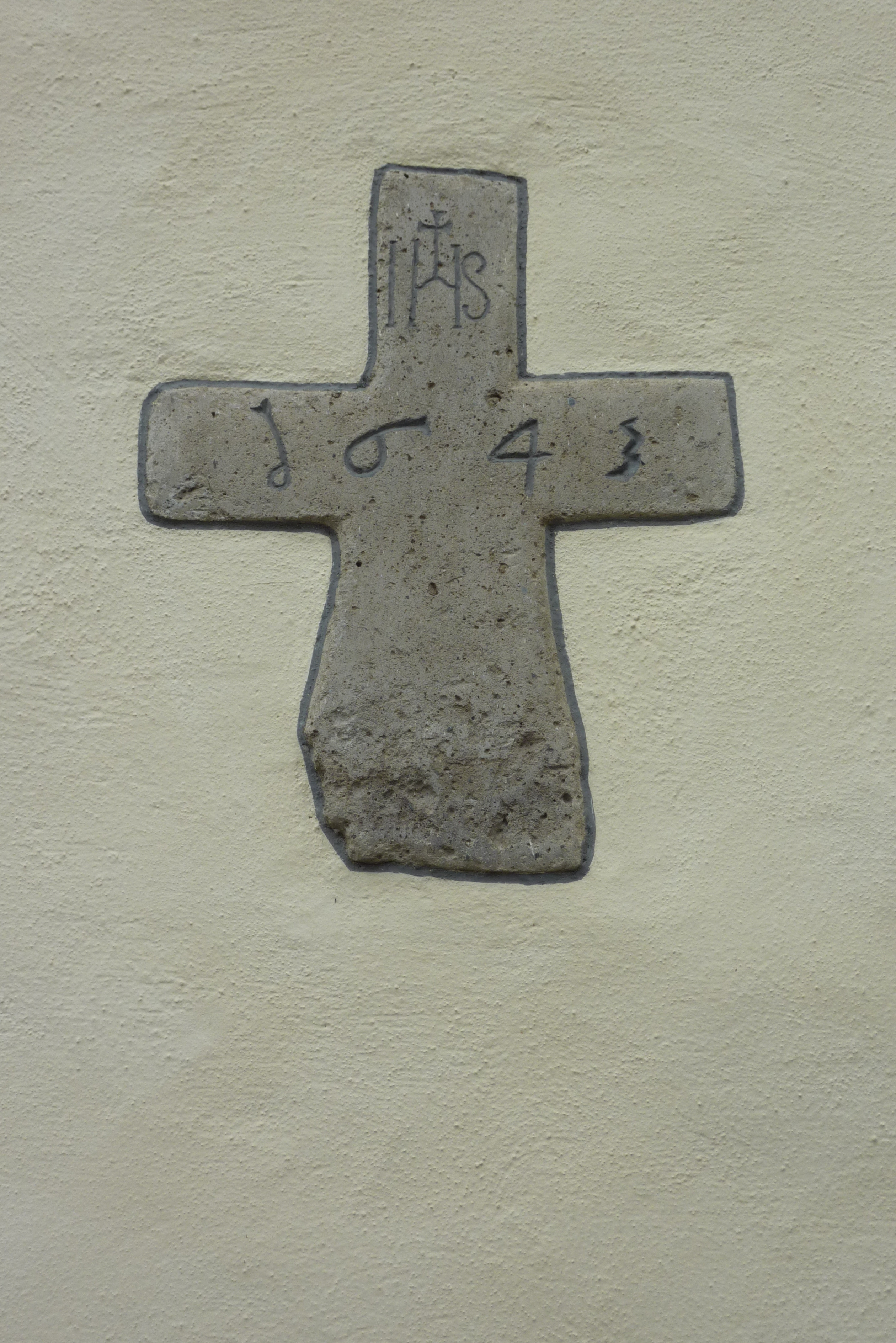
Basaltkreuz mit der Jahreszahl 1645

An der südöstlichen Außenwand des Chores ist ein Basaltkreuz eingemauert, das die Jahreszahl 1645 trägt.

## Ausstattung
Der 2,35 Meter hohe Altar des 17. Jahrhunderts aus Tuffstein besitzt in der Mitte eine Reliefdarstellung der heiligen Lüfthildis, der Patronin der Kapelle. Die Heilige hält in der rechten Hand ein Kirchenmodell und in der linken eine Spindel. Links davon steht Maria als Himmelskönigin und rechts die heilige Elisabeth von Thüringen. Über dieser zentralen Darstellung befindet sich ein Relief mit der Darstellung der Geburt Christi und den Heiligen Hubertus (rechts) und Stephanus (links).